# Lycianthes beckneriana
Lycianthes beckneriana är en potatisväxtart som beskrevs av D'arcy. Lycianthes beckneriana ingår i Himmelsögonsläktet som ingår i familjen potatisväxter. Inga underarter finns listade i Catalogue of Life.